# 舒普
舒普（法語：Chouppes，法語發音：[ʃup]）是法国新阿基坦大区维埃纳省的一个市镇，属于沙泰勒罗区。

## 地理
舒普（46°48'42"N, 0°9'51"E）面积31.72 平方千米，位于法国新阿基坦大区维埃纳省，该省份为法国中西部省份，北起曼恩-卢瓦尔省和安德尔-卢瓦尔省，西接德塞夫勒省，南至夏朗德省，东南接上维埃纳省，东临安德尔省。
与舒普接壤的市镇（或旧市镇、城区）包括：昂贝尔、库赛、屈翁、杜赛、马泽伊、米尔博、圣让德索沃、蒂拉若、韦吕。

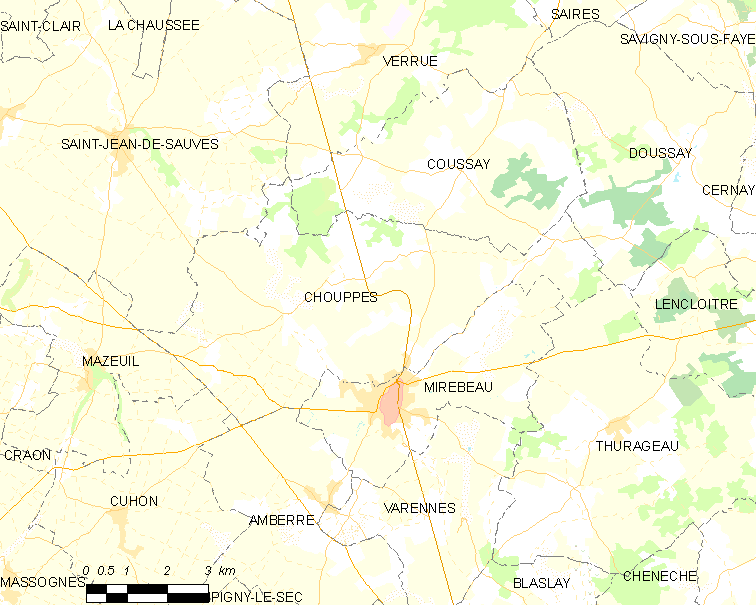
舒普的OSM定位图

舒普的时区为UTC+01:00、UTC+02:00（夏令时）。

## 行政
舒普的邮政编码为86110，INSEE市镇编码为86075。

## 政治
舒普所属的省级选区为卢丹县。

## 人口

1962-2008年间舒普人口变化图示

舒普于2022年1月1日时的人口数量为801人。